# Joël Grynbaum
Joël Grynbaum est un chef d'entreprise, militant syndical et politique français, cofondateur des Comité d'action lycéen et un des chefs de file de Mai 68 en France puis de l'Alliance marxiste révolutionnaire.

## La jeunesse
Né le 23 juillet 1948, Joël Grynbaum est le fils de résistants du groupe des Francs-tireurs et partisans (FTP). Tout comme sa femme Lucie Maïques, il est issu d'une famille de communistes. Il adhère à la Jeunesse communiste, mais en sort assez vite, attiré par le radicalisme  de nouveaux mouvements. Il fait sa scolarité au Lycée Turgot de Paris où il fonde à la rentrée 1966 un des trois premiers Comité Vietnam lycéen et sera un des chefs de file de Mai 68.
Son ami Maurice Najman a fondé à la rentrée 1966, avec Michel Recanati, l'esquisse du premier "Comité Vietnam Lycéen" (CVL) au Lycée Jacques Decour. Les lycées Turgot et Henry IV suivent immédiatement,,. Ces comités de septembre 1966 aux lycées Decour, Turgot et Henri-IV sont la première mouture de ce qui allait devenir officiellement les Comité Vietnam lycéen (CVL) en décembre, dont le succès inquiète le PCF qui les exclut des JC au cours de ce mois de décembre. Ils rejoignent alors le Comité Vietnam national (CVN) fondé en septembre par le mathématicien Laurent Schwartz.
Ceux de Turgot organisent un meeting avec Madeleine Rebérioux le 15 décembre 1967, suivi d'une autre, de plusieurs centaines de lycéens le 28 février 1967, au Cinéma Monge autour de Jacques Decornoy, Me Léo Matarasso, avocat d'Henri Alleg, Jean-Pierre Vigier, Claude Roy, le chanteur Mouloudji et le reporter communiste Roger Pic qui projette son film Malgré l'escalade réalisé au Vietnam,.
Au cours de cet hiver 1966-1967, quatre futurs chefs de file de Mai 68 ont ainsi créé les premiers « Comité Vietnam Lycéen », Joël Grynbaum au Lycée Turgot, Nicolas Baby au Lycée Henri-IV, Maurice Najman et Michel Recanati au Lycée Jacques Decour.
Entre-temps, le mouvement a pris de l'ampleur avec 35000 militants à la journée unitaire contre la Guerre du Viêt Nam du 21 octobre 1967. Il devient directeur du  journal Front, organe du « comité d'initiative pour un front révolutionnaire de la jeunesse », fondé par Maurice Najman et quelques amis appartenant aux établissements Jacques Decour et Turgot, qui avait déjà mis sur pied des  "Comités d'information et d'action pour le soutien à la lutte du peuple vietnamien", censés  bénéficier de l'expérience du Front unitaire antifasciste du début des années 1960.

## Les comités d'action lycéens
À la rentrée 1967, étudiants et lycéens se mobilisent à l'appel de l'Union nationale des étudiants de France contre le Plan Fouchet et contre les Ordonnances sur la Sécurité sociale. Le 13 décembre 1967, dans plusieurs lycées parisiens où existent des «Comités Viet Nam Lycéens » (CVL), des militants arrivent à entraîner dans la grève des classes de terminale et participent, dans les cortèges de l'UNEF, aux manifestations intersyndicales. Certains lycées parisiens sont en grève le 13 décembre, jour de l'appel de l'UNEF. Celle-ci précipita la formation du premier Comité d’action lycéen (CAL), lors d’un meeting de 100/120 lycéens au Lycée Jacques Decour, le 15 décembre. Maurice Najman y prit une part très active.
Maurice Najman fonde ainsi le noyau initial des Comités d'action lycéen (CAL), alors qu'il étudiait au lycée Jacques-Decour à Paris Michel Recanati, militant lycéen  de la Ligue communiste. Des images des deux jeunes sont reprises dans le film de Romain Goupil, Mourir à 30 ans (1982). La première réunion de coordination associe huit personnes. Les autres cofondateurs sont Bernard Schalscha, Maurice Ronai, Marc Coutty, Antoine Valabregue, et Patrick Fillioud

## Mai 68
Les Comités d’Action Lycéens se créent rapidement un large réseau en province, comme en témoigne le cas de l'Aveyron, où se créent 6 comités au début 68, par l'intermédiaire de Francis Jouve, militant des Jeunesse communiste révolutionnaire, selon le témoignage de Jacques Serieys « 1968 Rodez et Aveyron en révolution ».
Les 20 et 21 mars la police interpelle six militants parmi lesquels Joël Grynbaum, Nicolas Boulte et Xavier Langlade, étudiant à Nanterre, où 140 personnes réagissent par l'occupation d'un bâtiment administratif, pour fonder le Mouvement du 22 Mars. Les CAL organisent le 26 février un meeting salle Lancry à Paris, puis le 5 mai leur assemblée générale, pour les CAL parisiens, salle des ingénieurs civils à Paris, puis l'extension de la grève dans les lycées. Le 10 mai 1968, un cortège fort de 5000 à 10000 lycéens emprunte le boulevard Arago en direction de la place Denfert-Rochereau.
Le 14 juin 1968, le journal Action, central dans le mouvement de Mai 68 et réalisé au Service des Comités d'Action, avec le soutien de l'UNEF, du SNESup et des Comités d'Action Lycéens annonce un grand meeting à la Mutualité présidé par Jean-Pierre Vigier, avec à la tribune les chefs de file du mouvement : Jacques Sauvageot, président de l'UNEF, Alain Krivine, chef des JCR, Marc Heurgon, chef historique du PSU, Bernard Herzberg, qui succédera quelques mois après à Alain Geismar à la tête du SNESUP, Gérard Bloch, chef résistant trotskiste sous l'occupation, et Joël Grynbaum composent l'affiche, le journal annonçant qu'ils "communiqueront leur appréciation sur la crise ouverte en France et sur les perspectives de lutte contre le pouvoir gaulliste et le régime capitaliste".
Les « pablistes », à l'origine de la création en 1967/1968 des Comités d'action lycéens (CAL), ne constituent pas une nouvelle organisation politique. Partisans de l'unité des révolutionnaires, ils s'impliquent en juin 1968, avec des dissidents du PCF, notamment issus de la mouvance « italienne », dans le CIMR, « comité d'initiative pour un mouvement révolutionnaire », et sont actifs dans la solidarité avec le peuple tchécoslovaque. Ils travaillent avec le courant dit « italien » de l'UEC, regardant d'un œil favorable les effets du krouchtchevisme puis constituent après Mai 68 l'Alliance marxiste révolutionnaire, qui signe un appel des organisations se réclamant du trotskysme avec le PCI de Pierre Frank et le groupe « Voix ouvrière » (futur « Lutte ouvrière »). En 1969, ils soutiennent la candidature d'Alain Krivine, de la Ligue communiste, aux élections présidentielles.

## La grève de 1974 dans les banques et à la Sécurité sociale
Après une maîtrise d'informatique, il travaille à la Direction du Budget au ministère des Finances, où il devient le porte-parole du syndicat CFDT pendant les grèves des banques et de la Sécurité sociale en 1974, qui ont exprimé le « ras-le-bol » des jeunes générations mal intégrées dans les usines du tertiaire. Ce mouvement est aussi appelé "le mai des banques": neuf semaines qui ont paralysé le secteur bancaire. Le conflit démarre à la Banque de France au début de l’année 1974. Après plusieurs journées d’actions nationales lancées par la CFDT et la CGT, les salariés des autres banques entrent dans le mouvement et les autres syndicats – Force ouvrière, la CFTC et le syndicat des cadres, la SNCB – rejoignent et appellent à la grève reconductible. À Paris, puis en province, la pratique d’assemblées générales tenues dans chaque banque ou à la Bourse du travail est la règle. Les comités de grève élus s’opposent parfois à l’intervention des syndicats.
Joel Grynbaum fait au cours de la grève connaissance avec Alain Mamou-Mani, délégué CFDT à la BNP porte-parole de ses collègues de la BNP et lui aussi délégué CFDT, qui a fait une maitrise d'informatique à la Faculté de Jussieu et un 3e cycle de sociologie. En 1968, il participait à la mise à jour régulière d'un "grand tableau à Jussieu" sur lequel les étudiants "notaient les usines en grève", même si "tout le monde se moquait" de cette démarche, se souvient-il.
Les suites de la grève sont parfois difficiles pour certains militants de l'AMR. Nicole Marquis, épouse de Serge Marquis, élue au Comité exécutif de la CFDT BNP-Paris voit sa section syndicale dissoute en 1977,

## La fin de l'AMR
Au cours de la période du coup d'État du 11 septembre 1973, il participe à un ouvrage collectif ayant pour but de faire connaitre en France le combat de l'Unité Populaire chilienne, avec son ami Maurice Najman, Rithée David et sa femme Lucie Maiques, en traduisant des textes chiliens. À la même époque, l'Alliance marxiste révolutionnaire prend fin lorsque son congrès décide de répondre positivement à la proposition de fusion avec le Parti socialiste unifié. C'est aussi la fin des séminaires de formation auxquels il participait l'été, au début des années 1970, dans les Cévennes à Gourgas dans une ex-abbaye séculaire bâtie sur une colline perdue dans la garrigue entre Monoblet et Saint Hippolyte du Fort, dans le Gard, que le psychanalyste Félix Guattari avait acquis en 1967.

## La création de la société de logiciel GO International
En 1979, Joël Grynbaum crée avec son ami Alain Mamou-Mani, ancien syndicaliste comme lui, la société de logiciel GO International, qui va devenir un des leaders du « prêt-à-porter » informatique pour les entreprises de prêt-à-porter textile. Chargée d'informatiser le secteur de la mode et de l'habillement, cette entreprise atteindra en 1987 50 salariés. La société a, dès sa création, opté pour une stratégie de fournir aux professions du textile, de la mode et de l'habillement, les outils d'une gestion intégrée, de la comptabilité à la gestion de production en passant par la conception assistée par ordinateur.
Joël Grynbaum, est responsable de la conception des produits et de la direction technique et Alain Mamou-Mani du développement commercial et de la gestion. Ils prévoient l'année 1988 une augmentation de plus de 70% de leur chiffre d'affaires et une progression de plus de 50% du résultat net, avec le projet de rejoindre le Second Marché de la Bourse de Paris mais décident finalement de vendre une part du capital à une autre société, le groupe américain Computer Sciences Corporation. Son associé Alain Mamou-Mani se lance dans la communication et les médias et devient directeur général du groupe Nova Press de Jean-François Bizot, (Actuel, Radio Nova) puis membre des comités de rédaction des revues Hérodote et Interférences.